# Romelia Alarcón Folgar
Pour les articles homonymes, voir Alarcon.
Romelia Alarcón Folgar, née le 27 octobre 1900 à Cobán au Guatemala, morte le 19 juillet 1971, est une poétesse, journaliste et suffragette guatémaltèque.
Beaucoup des thèmes qu'elle traite sont en rapport direct avec l'environnement et les droits des femmes. Elle est considérée comme l'un des poètes les plus remarquables du Guatemala au XXe siècle.

## Biographie
Romelia Alarcón Barrios naît le 27 octobre 1900 à Cobán, dans le département d'Alta Verapaz, au Guatemala. Elle est la fille de María Barrios Noriega et de Salvador Alarcón. Elle épouse Domingo Folgar Garrido, et ils ont sept enfants. Elle ne commence à écrire qu'après avoir élevé sa famille ; toutes ses œuvres portent son nom d'épouse.
Grâce à ses liens avec les intellectuels et les artistes contemporains qui lui font connaître les mouvements d'avant-garde, malgré un manque de réelle formation, elle fait pourtant carrière dans le journalisme et comme poétesse, devenant « l'un des poètes guatémaltèques les plus importants du XXe siècle ».
Romelia Alarcón Folgar travaille comme journaliste pour la radio et parfois pour les journaux, publiant également des articles dans des magazines.  Elle fonde la Revista Minuto, et elle est rédactrice en chef du Revista Pan-Americana. À ce titre, elle voyage internationalement.
En 1945, inspirée par les succès au suffrage des femmes en Angleterre, en France et aux États-Unis, Romelia Alarcón rejoint Laura Bendfeldt, María Albertina Gálvez, Clemencia de Herrarte, Gloria Menéndez Mina, Adriana de Palarea, Graciela Quan et Magdalena Spínola pour former ensemble le Comité Pro-Ciudadanía pour lutter en faveur du droit de vote des femmes guatémaltèques.
Elle publie treize livres de son vivant, et après sa mort, une de ses filles fait paraître deux autres de ses livres. Elle commence à publier des poèmes en 1938 avec le recueil intitulé Llamaradas (« Flammes »).
Dans cet ouvrage, elle s'exprime comme une pionnière de la protection de l'environnement et réclame l'obligation de préserver la nature comme moyen de protéger la population métisse. À la différence de ses poèmes ultérieurs, connus pour leur contenu social, le recueil de Llamarades est composé sur le thème central de la protection du « grand arbre maya ».
Certaines de ses premières œuvres se concentrent sur des sujets domestiques qui ne sont pas dans le cadre de ce qui est habituellement attendu dans la poésie contemporaine. Parmi ses œuvres, d'autres évoquent la lutte pour pouvoir créer. Même lorsqu'elle traite des sujets du quotidien, la transposition qu'elle effectue dans son monde intérieur en fait une « catégorie esthétique ». L'influence qu'elle reçoit des autres mouvements littéraires n'altère pas son écriture personnelle au style lyrique, avec un « langage original qui rappelle les surréalismes européens et sud-américains ».
Ses œuvres ultérieures dénoncent la place insuffisante des femmes dans la société et le manque de liberté. Dans ses derniers travaux, elle se plaint du manque de visibilité et de l'inconfort qu'elle éprouve face au monde qui ne la comprend pas elle-même, et ne comprend que ce qui la représente.
Romelia Alarcón Folgar meurt le 19 juillet 1971. Elle est enterrée au cimetière principal de la ville de Guatemala City.

## Œuvres

### Poèmes
Ses principaux poèmes sont :
- Plaquetes, 1938.
- Llamaradas, 1938.
- Cauce, 1944.
- Clima verde en dimensión de angustia, 1944.
- Isla de novilunios, 1954.
- Viento de colores, 1957.
- Día végétal, 1958.
- Vigilia blanca, 1959.
- Claridad, 1961.
- Poemas de la vida simple, 1963.
- Sin brújula, 1964.
- Plataforma de cristal, 1964.
- Pasos sobre la yerba, 1966.
- Casa de pájaros, 1967.
- Tránsito terrestre, 1970.
- Tiempo inmóvil, 1972.
- Más allá de la voz, 1976.
- El Vendedor de trinos, 1976.

### Nouvelles
Les nouvelles écrites par Romelia Alarcón sont :
- Cuentos de la Abuelita, 1950.
- Sin brújula: cuentos, 1964.
- Gusano de luz: cuentos infantiles, 1968.
- Vendedor de trinos: cuentos de misterio, 1968.